# Greenwood Township (comté de Juniata, Pennsylvanie)
Pour les articles homonymes, voir Greenwood Township.
Greenwood Township est un township situé au nord-est du comté de Juniata, en Pennsylvanie, aux États-Unis,. En 2010, il comptait une population de 617 habitants.

## Démographie
Lors du recensement de 2010, le township comptait une population de 617 habitants. Elle est estimée, en 2018, à 612 habitants.

### Source de la traduction
- (en) Cet article est partiellement ou en totalité issu de l’article de Wikipédia en anglais intitulé « Greenwood Township, Juniata County, Pennsylvania » (voir la liste des auteurs).